# NGC 1861
NGC 1861 是山案座的一個星系。
 维基共享资源上的相關多媒體資源：NGC 1861
- NED – NGC 1861
- SEDS – NGC 1861
- SIMBAD – NGC 1861
- VizieR – NGC 1861